# موريس موتورز
موريس موتورز (بالإنجليزية: Morris Motors)‏ هي شركة بريطانية قديمة لتصنيع السيارات تأسست سنة 1919 في مدينة أوكسفورد وكانت تنتج محركات وسيارات سياحية أسسها ويليام موريس واختفت سنة 1984 لضعف الطلب وارتفاع التكاليف.

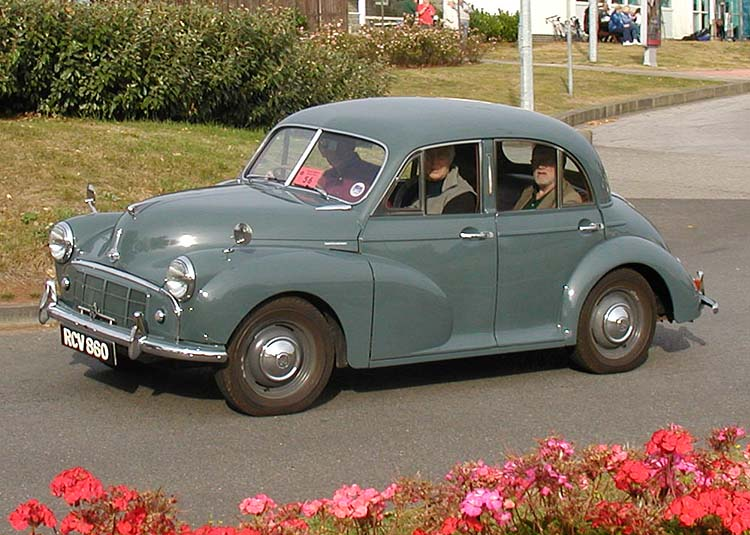

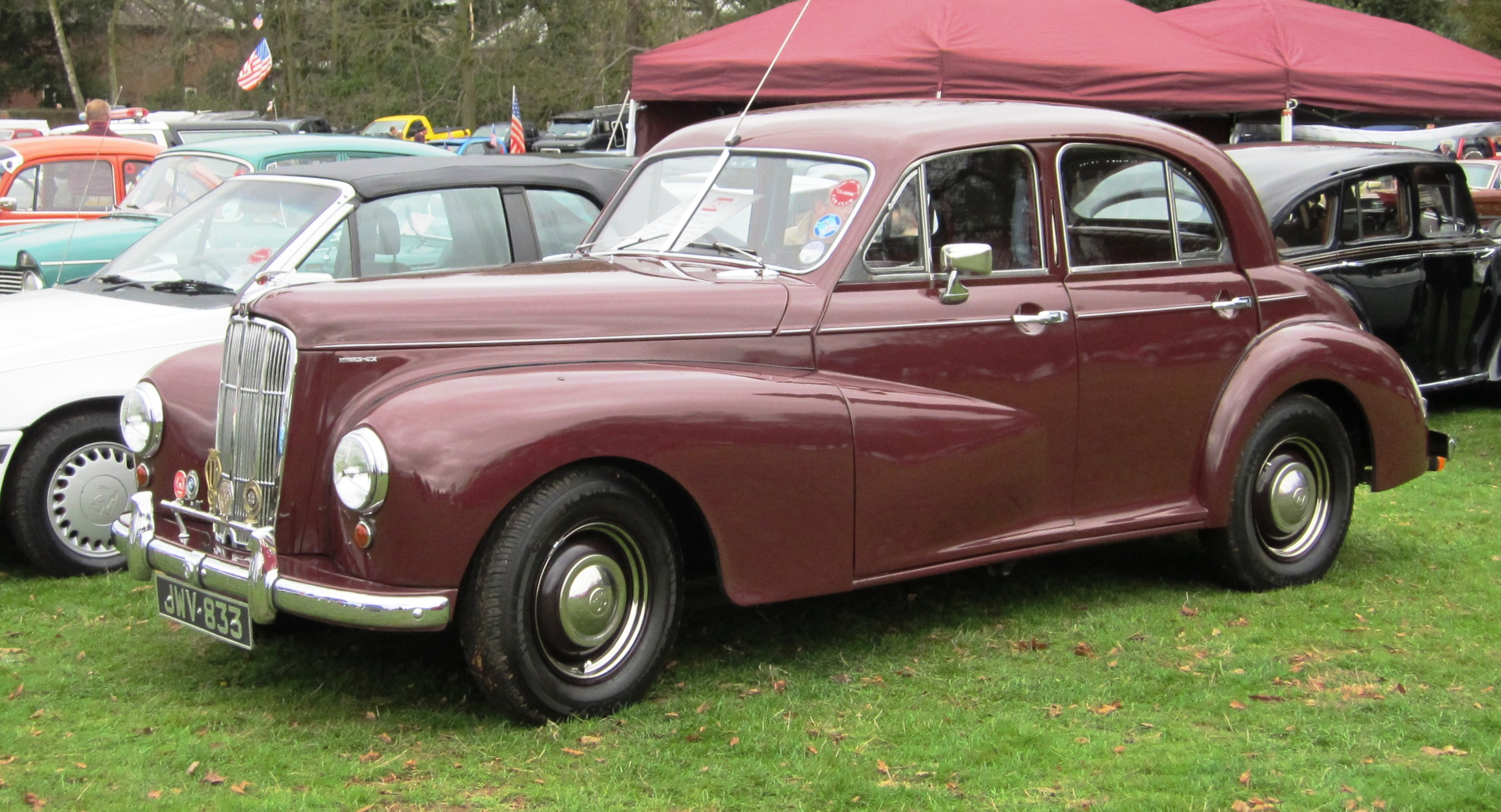

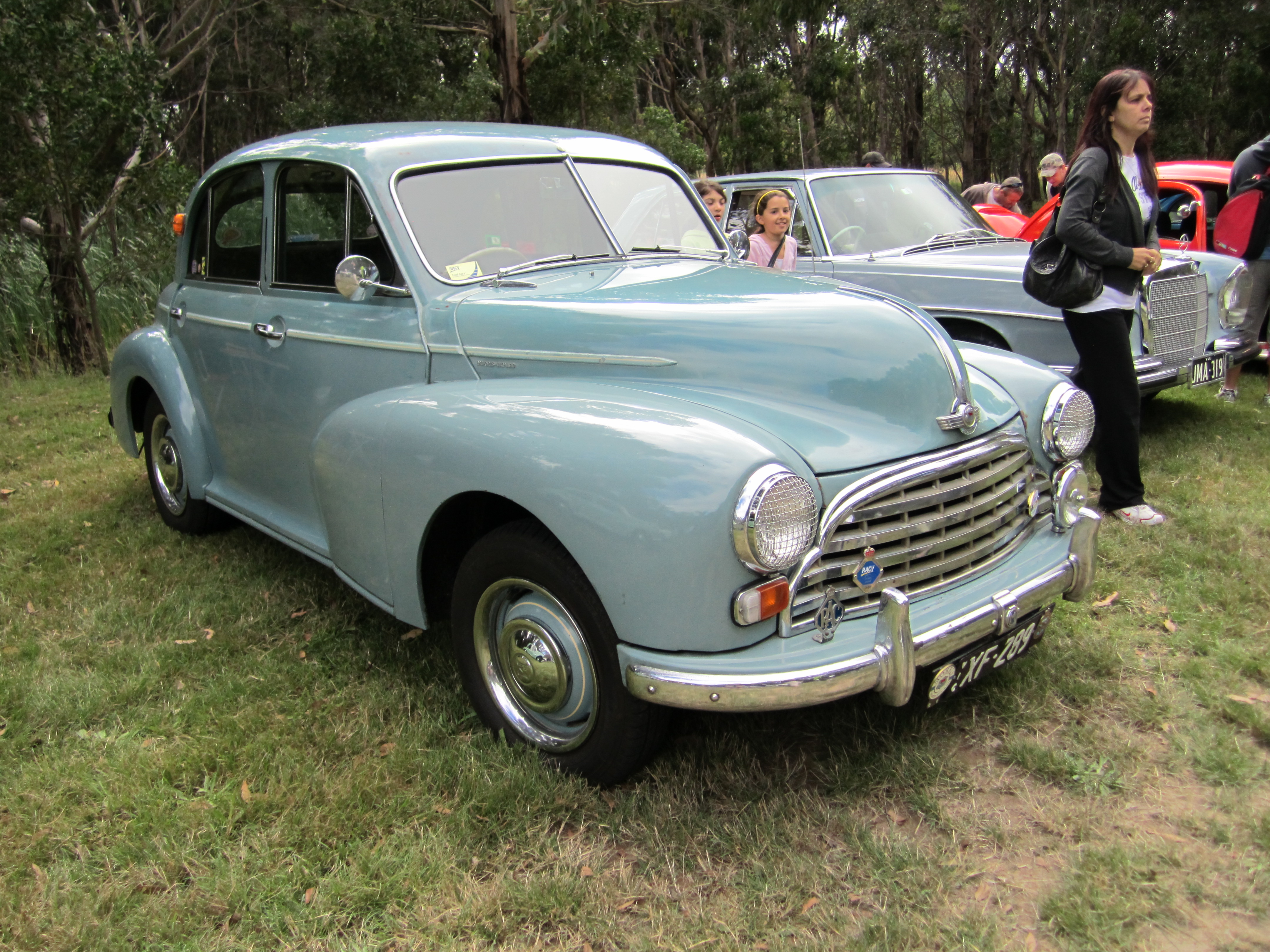

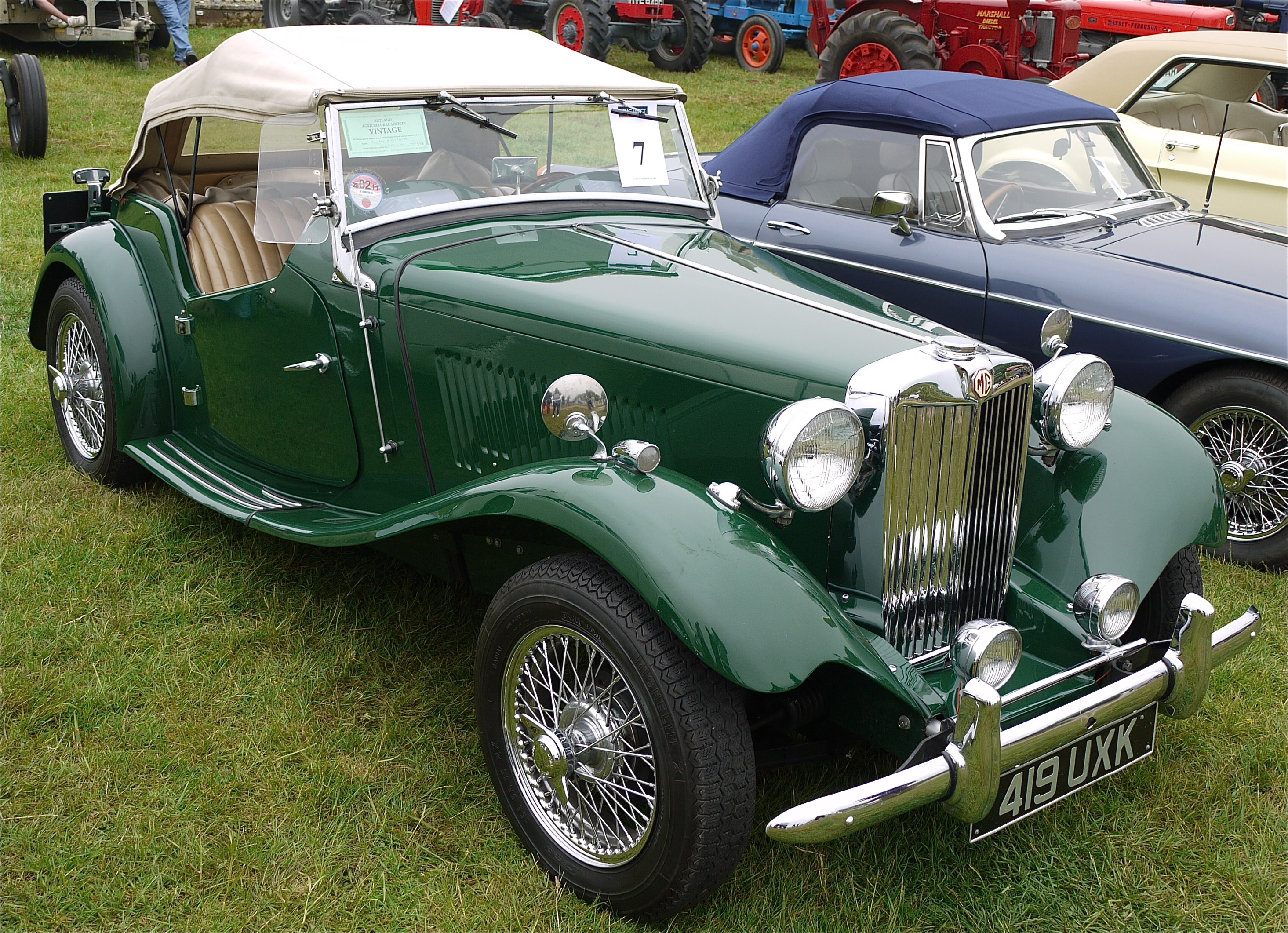